# Conrad Williams

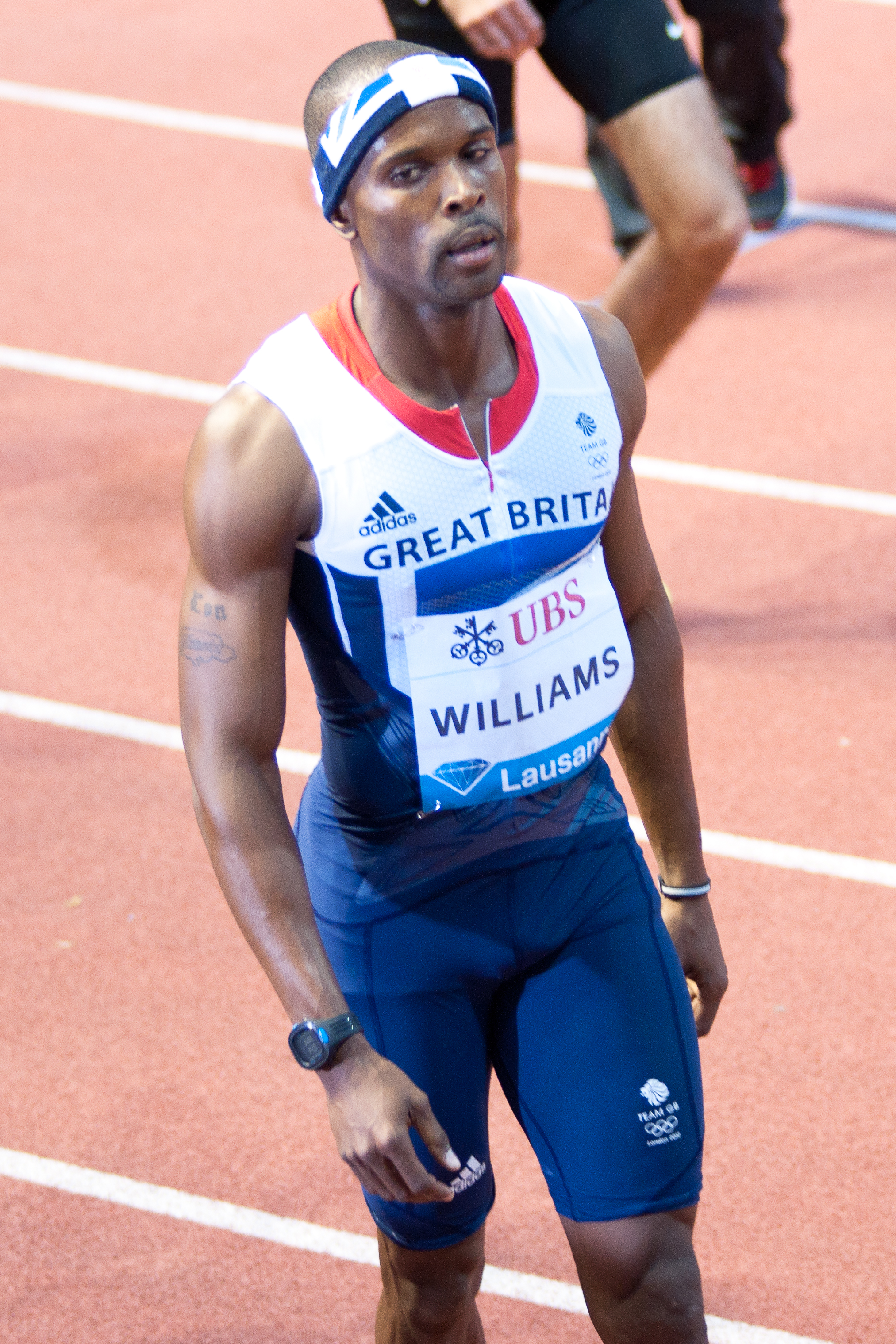
Conrad Williams

Conrad Williams, född den 20 mars 1982 i Kingston, är en jamaicanskfödd brittisk friidrottare som tävlar i kortdistanslöpning. 
Williams deltog vid världsmästerskapen 2009 i Berlin där han ingick i stafettlaget på 4 x 400 meter tillsammans med Robert Tobin, Martyn Rooney och Michael Bingham. Laget slutade på andra plats efter USA.

## Personliga rekord
- 400 meter - 45,63 från 2009